# Cornularia cornucopiae
Cornularia cornucopiae is een zachte koraalsoort uit de familie Cornulariidae. De koraalsoort komt uit het geslacht Cornularia. Cornularia cornucopiae werd in 1766 voor het eerst wetenschappelijk beschreven door Pallas. 